# Rain Epler
Rain Epler (ur. 6 czerwca 1977 w Tallinnie) – estoński polityk i przedsiębiorca, w latach 2020–2021 minister środowiska.

## Życiorys
Zawodowo związany z sektorem prywatnym, pracował w towarzystwach ubezpieczeniowych. Zajął się też własną działalnością gospodarczą jako właściciel i członek kierownictwa różnych przedsiębiorstw.
W latach 2000–2006 był członkiem Związku Ojczyźnianego, w 2017 kandydował w wyborach lokalnych z ramienia Estońskiej Partii Reform. W 2020 wstąpił do Estońskiej Konserwatywnej Partii Ludowej.
Od 2019 pełnił funkcję doradcy ministra finansów. W listopadzie 2020 z rekomendacji EKRE objął stanowisko ministra środowiska, dołączając do rządu Jüriego Ratasa. Zakończył urzędowanie wraz z całym gabinetem w styczniu 2021.
W wyborach w 2023 uzyskał mandat posła do Zgromadzenia Państwowego.